# Bennezette Township
Bennezette Township est un township, du comté de Butler en Iowa, aux États-Unis,.

## Source de la traduction
- (en) Cet article est partiellement ou en totalité issu de l’article de Wikipédia en anglais intitulé « Bennezette Township, Butler County, Iowa » (voir la liste des auteurs).